# David Duke
David Ernest Duke (ur. 1 lipca 1950 w Tulsie) – amerykański polityk, pisarz i historyk. Znany antysyjonista, antykomunista, biały supremacjonista, neonazista, zwolennik teorii spiskowej dotyczącej rządzenia światem przez Żydów oraz negacjonista Holocaustu, antysemita. Wielki Mistrz Ku Klux Klanu (1974–1979/1980). Członek Izby Reprezentantów Luizjany (1989–1992).
W 1988 mając nominację Partii Populistycznej kandydował na urząd Prezydenta Stanów Zjednoczonych. Z ramienia Partii Republikańskiej zasiadał w Izbie Reprezentantów Luizjany (1989–1992). Ubiegał się o nominację w prawyborach prezydenckich w 1988 (Partii Demokratycznej) i w 1992 (Partii Republikańskiej). Startował w wyborach do Senatu Luizjany, Senatu Stanów Zjednoczonych (w 1990; 43,5%), Izby Reprezentantów Stanów Zjednoczonych i na stanowisko Gubernatora Luizjany (w 1991, 700 tys. głosów). 
Pod koniec lat 90. Duke porzucił pozorne odrzucanie rasizmu i antysemityzmu, a zaczął otwarcie promować rasistowskie i neonazistowskie poglądy. Następnie poświęcił się opisywaniu swoich poglądów politycznych, w biuletynach, a później w Internecie. W swoich pismach oczernia Afroamerykanów i inne mniejszości etniczne, a także propaguje teorie spiskowe o tajnym żydowskim spisku mającym na celu kontrolowanie USA i świata.
Duke zarzuca Żydom kontrolę nad Bankiem Rezerw Federalnych, rządem federalnym USA i mediami. Opowiada się za zachowaniem tego, co uważa za kulturę zachodnią i tradycyjne chrześcijańskie wartości rodzinne, a także za segregacją rasową, antykomunizmem, białym separatyzmem i zniesieniem Internal Revenue Service.
W 2002 przyznał się do oszukania swoich zwolenników fałszywie twierdząc, że potrzebuje pieniędzy, a pozyskane środki przeznaczył na hazard.

## Życiorys
Urodził się 1 lipca 1950 w Tulsie w stanie Oklahoma w rodzinie Davida Duke'a i Alice Maxine Crick. W 1967 wstąpił do Ku Klux Klanu.
Studiował na Louisiana State University (1968–1974). Zaraz po ukończeniu studiów założył organizację Knights of the Ku Klux Klan (w skrócie: KKKK; pol. Rycerze Ku Klux Klanu).

## Publikacje
Autor:
- 1998: My awakeing
- 2003: Jewish Supremacism – wyd. pol. Żydowski Suprematyzm, nakładem Ruch Twórczości, 2013
- 2013: The Secret Behind Communism